# Benedictus van Haeften

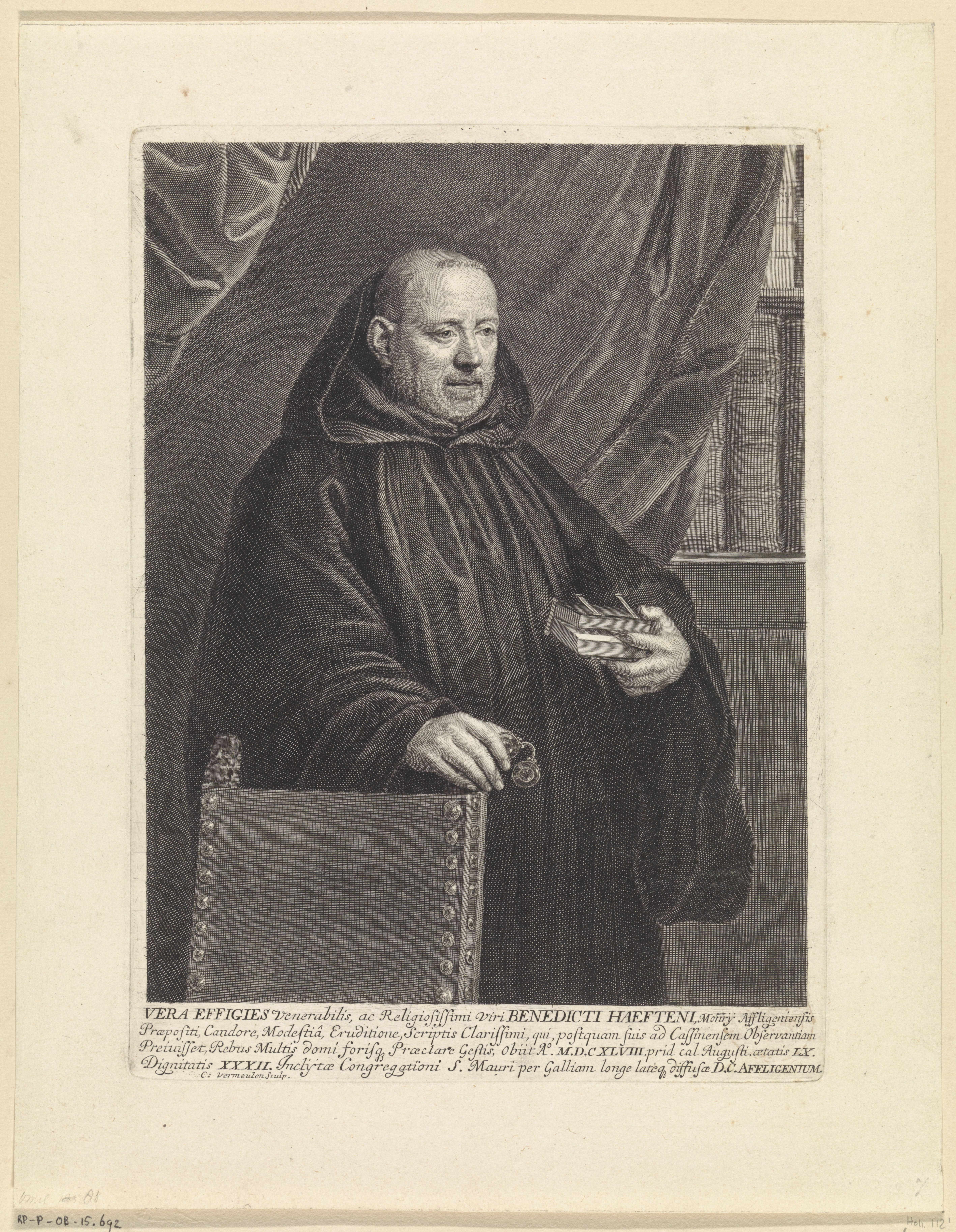
Benedictus van Haeften

Jacobus (doopnaam) of Benedictus (kloosternaam) van Haeften (Utrecht 1588 - Spa, 31 juli 1648) was proost van de benedictijnerabdij van Affligem, in de Spaanse Nederlanden, meer bepaald in het hertogdom Brabant. Hij is auteur van religieuze werken, zowel gedrukt als in manuscript.

## Levensloop

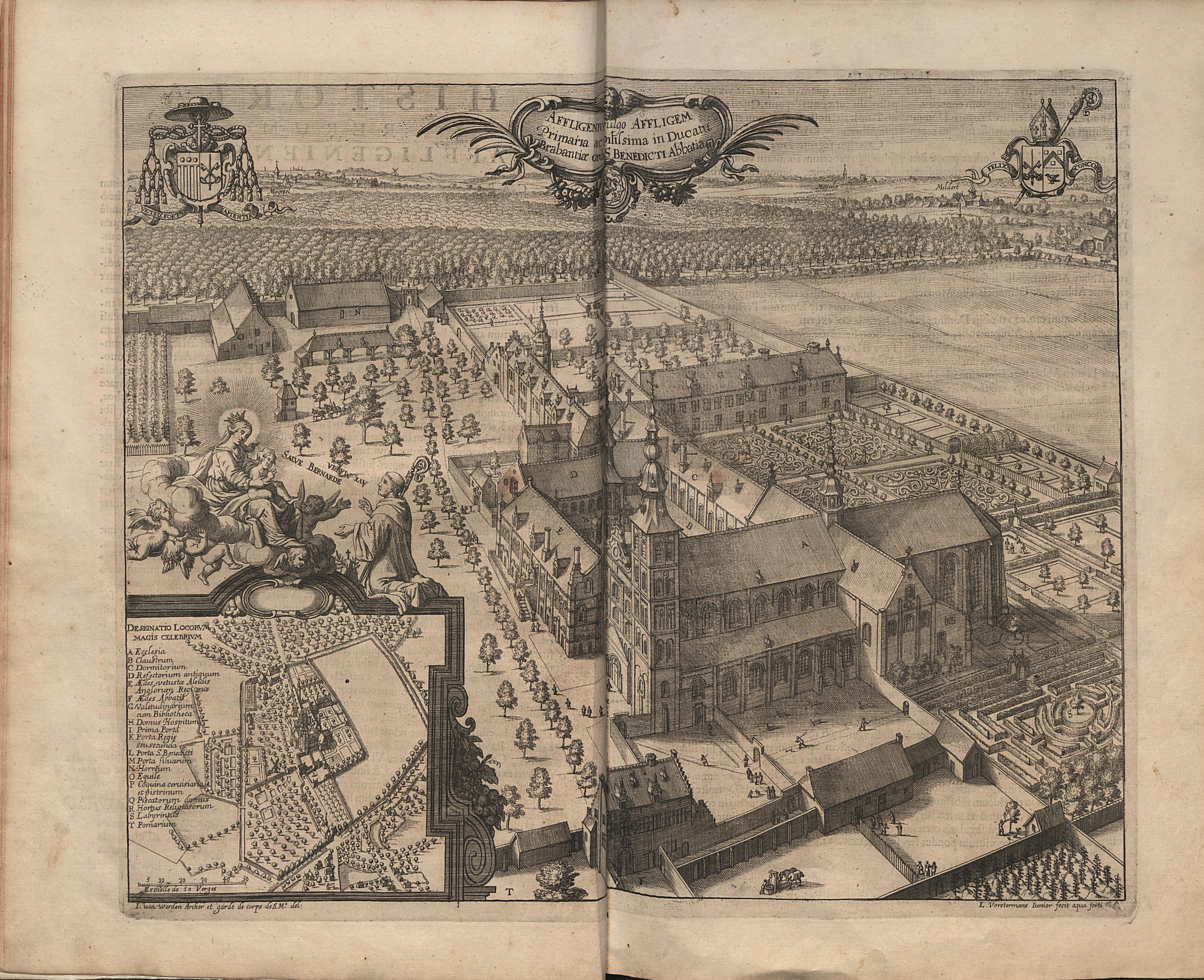
Abdij van Affligem in de 17e eeuw

Deze Utrechtenaar studeerde filosofie aan de oude universiteit van Leuven. Zijn verdere studie in de theologie onderbrak hij om in te treden in de abdij van Affligem (1609). Hij werd er benedictijn en werd later tot priester gewijd in Affligem (1613). Hij keerde terug naar Leuven om af te studeren in de theologie.
In 1616 werd van Haeften prior van de abdij van Affligem. In 1618 werd hij bevorderd tot proost (of plaatsvervangend abt). Formeel was de abt Matthias Hovius, aartsbisschop van Mechelen.
In 1626 volgde van Haeften een jaar noviciaat bij de benedictijnen van Verdun. In de abdij van St. Vanne (Verdun) was er, sinds 1604, een hervormingsbeweging actief. De beweging was gestart onder impuls van Didier de la Cour de la Vallée. Deze benedictijnse beweging herschreef de kloosterregels tot een strikter schema. Van Haeften trok er een jaar in (1627-1628), tezamen met andere benedictijnen uit de Spaanse Nederlanden. Van Haeften keerde vervolgens terug naar Affligem (1628). Daar gaf Jansenius, directeur van het College voor Hollandse priesterstudies in Leuven, een lovende voordracht over deze démarche. De voordracht was getiteld De interiori hominis reformatione, ofwel De inwendige reformatie van de mens. Ondanks de lovende woorden over de hervorming, kwam er in de praktijk niets van terecht. De bemoeienissen van de Mechelse aartsbisschop Jacobus Boonen hadden ingang via de stricte discipline van de hervormingsbeweging, doch de bemoeienissen waren zo talrijk dat het regime van St. Vanne afgeschaft werd. De kloosterregels werden terug losser in Affligem.
Tijdens zijn leven correspondeerde hij met benedictijner abten in Frankrijk en het Rooms-Duitse Rijk. Hij schreef meerdere boeken, die een verspreiding kenden in de abdijen van de Spaanse Nederlanden. Van Haeften stierf tijdens een rustkuur in Spa, in het prinsbisdom Luik (1648). Zijn stoffelijk overschot werd getransporteerd naar Affligem om daar in de abdijkerk begraven te worden.

## Werken

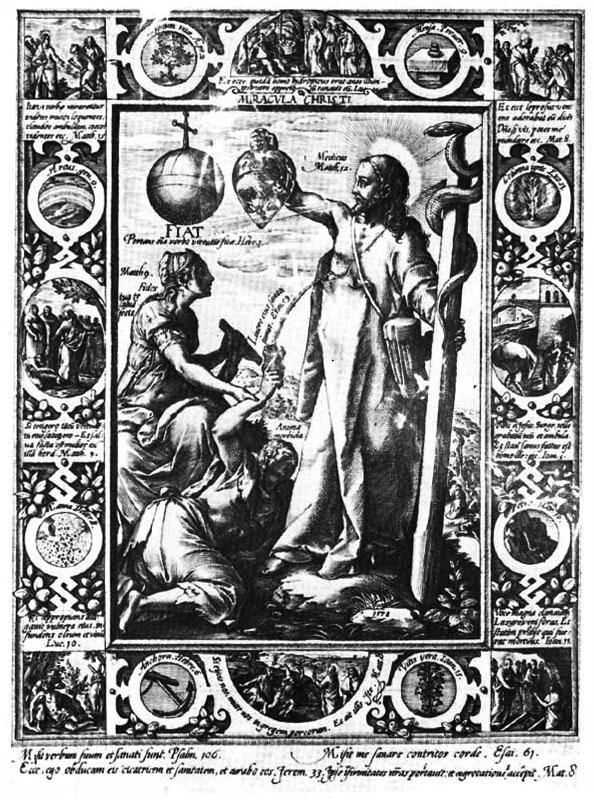
Een van zijn boeken: Schola Cordis

Niet alle geschriften van hem zijn gedrukt. De volgende boeken van zijn hand werden gedrukt:
- Paradisus sive Viridarium Catechisticum. Dit is het enige werk dat ook in de Republiek werd gedrukt; de 1e druk vond plaats in Amsterdam in 1619.
- Den lvsthof der christelycke leeringhe, beplant met gheestelycke liedekens tot verklaringhe van den catechismus des aartsbisdoms van Mechelen[4]. Dit werk uit 1622 bevat gedichten en liederen om de toen nieuw verspreide Mechelse Catechismus uit te leggen.
- Schola Cordis[5]. Dit is zijn bekendste werk met de 1e druk in 1629[6]. Het is een catecheseboek dat het hart der gelovige onderwijst.
- Propugnaculum Reformationis monasticae ordinis Sancti Benedicti. De datum van drukken is onbekend.
- Panis Quotidianus. Boek bestaande uit 6 volumes, met de 1e druk in 1634.
- Regia via Crucis[7]. De 1e druk was in 1635. Het werk verheerlijkt de kruisweg.
- Disquisitiones monasticae. Dit boek over de leer van de heilige Benedictus is een verzameling van geestelijke lezingen. De 1e druk was in 1643.
- Venatio sacra. Dit boek verscheen postuum in het jaar 1650.

De abdij van Affligem bevat daarnaast in haar archieven manuscripten van proost van Haeften.
- Biblioteca Nacional de España: XX1011181
- Bibliothèque nationale de France: cb119843996 (data)
- Biografisch Portaal: 51047959
- Catàleg d'autoritats de noms i títols de Catalunya: 981058519617506706
- Digitale Bibliotheek voor de Nederlandse Letteren: haef001
- Gemeinsame Normdatei: 122806980
- International Standard Name Identifier: 0000 0000 8147 5884
- Library of Congress Control Number: n84115291
- Nationale Bibliotheek van Tsjechië: mzk2010592356
- Nederlandse Thesaurus van Auteursnamen: 069891788
- SNAC: w6rf8s4g
- Système universitaire de documentation: 027901882
- Virtual International Authority File: 67357575
- WorldCat: E39PBJgt6bwYdPVtjHg8W9TJXd